# 365

## Esdeveniments
- Procopi es manifesta disposat a deposar Valent i ocupar l'Imperi Romà d'Orient i fou proclamat emperador el 28 de setembre mentre Valent era a Cesarea de Capadòcia

- Terratrèmol de gran magnitud amb epicentre a Creta que va afectar moltes ciutats de la Mediterrània.[1]